# Telenomus angustatus
Telenomus angustatus är en stekelart som först beskrevs av Thomson 1861.  Telenomus angustatus ingår i släktet Telenomus, och familjen gallmyggesteklar. Arten är reproducerande i Sverige.